# Mistrzostwa NCAA Division I w Zapasach w 2012
Mistrzostwa NCAA Division I w zapasach rozgrywane były w Saint Louis w dniach 15–17 marca 2012 roku. Zawody odbyły się na terenie Scottrade Center.
Punkty zdobyły 63 drużyny.
- Outstanding Wrestler – David Taylor

## Wyniki

### Drużynowo
| Kolejność | Szkoła                        | Zespół          |
| --------- | ----------------------------- | --------------- |
| 1.        | Pennsylvania State University | Nittany Lions   |
| 2         | Uniwersytet Minnesoty         | Golden Gophers  |
| 3.        | University of Iowa            | Hawkeyes        |
| 4.        | Uniwersytet Cornella          | Big Red         |
| 5.        | Ohio State University         | Buckeyes        |
| 6.        | Oklahoma State University     | Cowboys         |
| 7.        | Uniwersytet Illinois          | Fighting Illini |
| 8.        | Lehigh University             | Mountain Hawks  |

### All American

#### 125 lb
| Lp. | Zawodnik        | Szkoła     |
| --- | --------------- | ---------- |
| 1.  | Matt McDonough  | Iowa       |
| 2.  | Nico Megaludis  | Penn State |
| 3.  | Zachary Sandres | Minnesota  |
| 4.  | Frank Perrelli  | Cornell    |
| 5.  | Ryan Mango      | Stanford   |
| 6.  | Nick Bedelyon   | Kent State |
| 7.  | Jesse Delgado   | Illinois   |
| 8.  | Steve Bonanno   | Hofstra    |

#### 133 lb
| Lp. | Zawodnik        | Szkoła         |
| --- | --------------- | -------------- |
| 1.  | Logan Stieber   | Ohio State     |
| 2.  | Jordan Oliver   | Oklahoma State |
| 3.  | Tony Ramos      | Iowa           |
| 4.  | Chris Dardanes  | Minnesota      |
| 5.  | Devin Carter    | Virginia Tech  |
| 6.  | Bernard Futrell | Illinois       |
| 7.  | Zach Stevens    | Michigan       |
| 8.  | Steve Keith     | Harvard        |

#### 141 lb
| Lp. | Zawodnik           | Szkoła                |
| --- | ------------------ | --------------------- |
| 1.  | Kellan Russell     | Michigan              |
| 2.  | Montell Marion     | Iowa                  |
| 3.  | Borisław Nowaczkow | California Poly-State |
| 4.  | Kendric Maple      | Oklahoma              |
| 5.  | Michael Mangrum    | Oregon State          |
| 6.  | Hunter Stieber     | Ohio State            |
| 7.  | Michael Nevinger   | Cornell               |
| 8.  | Darius Little      | North Carolina State  |

#### 149 lb
| Lp. | Zawodnik         | Szkoła       |
| --- | ---------------- | ------------ |
| 1.  | Frank Molinaro   | Penn State   |
| 2.  | Dylan Ness       | Minnesota    |
| 3.  | Don Vinson       | Binghamton   |
| 4.  | Cam Tessari      | Ohio State   |
| 5.  | Tyler Nauman     | Pittsburgh   |
| 6.  | Justin Accordino | Hofstra      |
| 7.  | Scott Sakaguchi  | Oregon State |
| 8.  | Nick Lester      | Oklahoma     |

#### 157 lb
| Lp. | Zawodnik             | Szkoła       |
| --- | -------------------- | ------------ |
| 1.  | Kyle Dake            | Cornell      |
| 2.  | Derek St.John        | Iowa         |
| 3.  | Dylan Alton          | Penn State   |
| 4.  | Jason Welch          | Northwestern |
| 5.  | James Fleming        | Clarion      |
| 6.  | Sandżaagijn Ganbajar | American     |
| 7.  | James Green          | Nebraska     |
| 8.  | Walter Peppelman     | Harvard      |

#### 165 lb
| Lp. | Zawodnik            | Szkoła            |
| --- | ------------------- | ----------------- |
| 1.  | David Taylor        | Penn State        |
| 2.  | Brandon Hatchett    | Lehigh            |
| 3.  | Bekzod Abdurahmonov | Clarion           |
| 4.  | Kyle Blevins        | Appalachian State |
| 5.  | Peter Yates         | Virginia Tech     |
| 6.  | John Asper          | Maryland          |
| 7.  | Ben Jordan          | Wisconsin         |
| 8.  | Conrad Polz         | Illinois          |

#### 174 lb
| Lp. | Zawodnik          | Szkoła                |
| --- | ----------------- | --------------------- |
| 1.  | Ed Ruth           | Penn State            |
| 2.  | Nick Amuchastegui | Stanford              |
| 3.  | Chris Perry       | Oklahoma State        |
| 4.  | Jordan Blanton    | Illinois              |
| 5.  | Nick Heflin       | Ohio State            |
| 6.  | Logan Storley     | Minnesota             |
| 7.  | Ethen Lofthouse   | Iowa                  |
| 8.  | Ryan DesRoches    | California Poly-State |

#### 184 lb
| Lp. | Zawodnik        | Szkoła            |
| --- | --------------- | ----------------- |
| 1.  | Steve Bosak     | Cornell           |
| 2.  | Quentin Wright  | Penn State        |
| 3.  | Austin Trotman  | Appalachian State |
| 4.  | Robert Hamlin   | Lehigh            |
| 5.  | Kevin Steinhaus | Minnesota         |
| 6.  | Ben Bennett     | Central Michigan  |
| 7.  | Joe LeBlanc     | Wyoming           |
| 8.  | Josh Ihnen      | Nebraska          |

#### 197 lb
| Lp. | Zawodnik          | Szkoła         |
| --- | ----------------- | -------------- |
| 1.  | Cam Simaz         | Cornell        |
| 2.  | Chris Honeycutt   | Edinboro       |
| 3.  | Cayle Byers       | Oklahoma State |
| 4.  | Matthew Wilps     | Pittsburgh     |
| 5.  | Sonny Yohn        | Minnesota      |
| 6.  | Alfonso Hernandez | Wyoming        |
| 7.  | Micah Burak       | Pensylwanii    |
| 8.  | Joe Kennedy       | Lehigh         |

#### 285 lb
| Lp. | Zawodnik         | Szkoła       |
| --- | ---------------- | ------------ |
| 1.  | Anthony Nelson   | Minnesota    |
| 2.  | Zachery Rey      | Lehigh       |
| 3.  | Michael McMullan | Northwestern |
| 4.  | Clayton Jack     | Oregon State |
| 5.  | Bobby Telfold    | Iowa         |
| 6.  | Ryan Flores      | American     |
| 7.  | Jeremy Johnson   | Ohio         |
| 8.  | Nick Gwiazdowski | Binghamton   |